# Achatschale

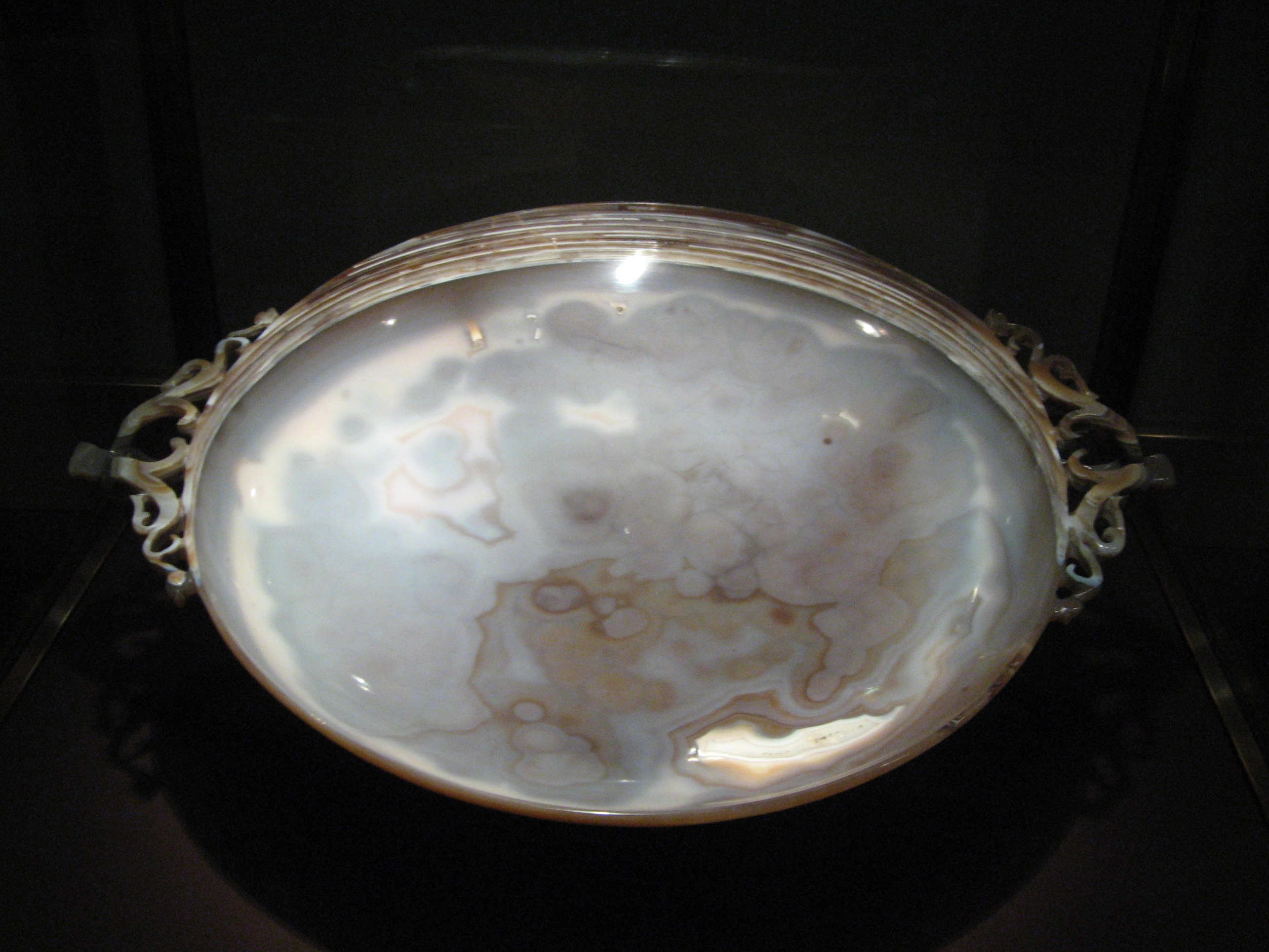
Die Achatschale

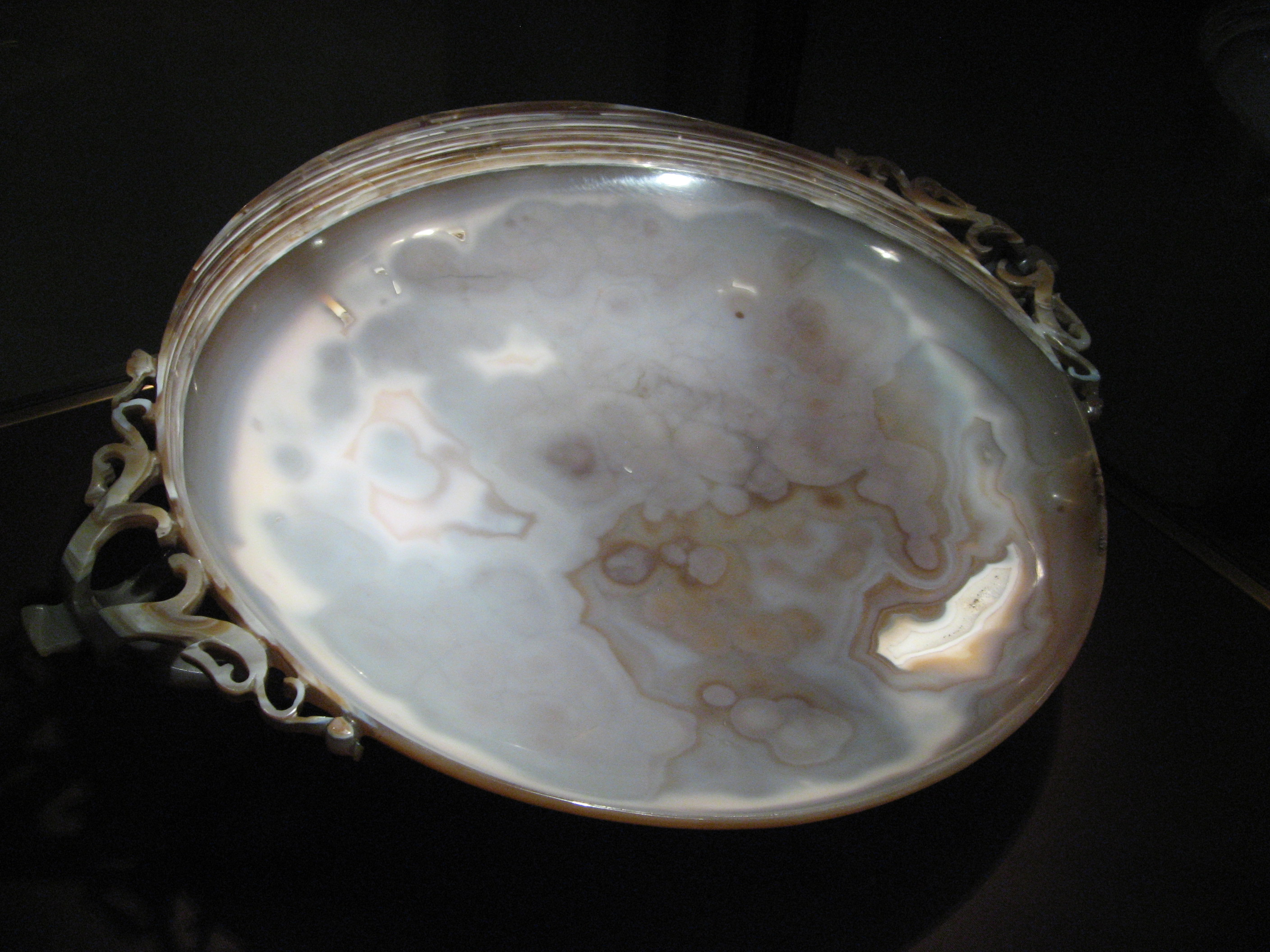
Seitenansicht der Achatschale

Die Achatschale in der Schatzkammer der Wiener Hofburg ist eines der beiden unveräußerlichen Erbstücke des Hauses Habsburg – das andere ist das Ainkhürn.
Nach dem Tod Kaiser Ferdinands I. einigte man sich darauf, dass diese beiden Stücke allen Linien gemeinsam gehören sollten und weder verkauft noch verschenkt werden dürften.
Die Schale ist aus einem Stück Achat gefertigt, ihre Durchmesser sind 58 bis 58,5 cm, mit Handhaben 76 cm in Spannweite. Die Schale stammt aus dem 4. Jahrhundert. Im 18. Jahrhundert wusste man zu berichten, die Schale sei 1204 bei der Eroberung von Konstantinopel erbeutet worden und später in den Besitz Karls des Kühnen gelangt. Mit dem Burgundererbe gelangte sie in den Besitz der Habsburger. Die Quellen dazu sind verschollen.

## Der angebliche Schriftzug
Die Achatschale galt wegen ihrer Größe als Naturwunder. Ihre Besonderheit ist, dass in früheren Zeiten etwas erkennbar war, das wie eine Schrift aussah. Der Schriftzug habe gelautet: B.XRISTO.RI.XXPP. Dies wurde auf Jesus Christus bezogen und die Schale als Reliquie behandelt; sie wurde sogar als Heiliger Gral angesehen.
Nach der Restaurierung 1951 soll diese Schrift kurzzeitig wieder zu erkennen gewesen sein. Der Kunsthistoriker Rudolf Egger hat damals „ARISTO“ gelesen und als Name des Steinschneiders interpretiert.
Es gab aber auch die Theorie, dass es sich bei der Inschrift um eine optische Täuschung handelt, da die Schale von Wasseradern durchzogen ist.
Am 29. Oktober 2009 entdeckte eine Mitarbeiterin der Schatzkammer im Zuge von ORF-Dreharbeiten diesen Schriftzug wieder. Mit ihrer Hilfe konnten auch alle anderen Anwesenden im Raum die Buchstabenfolge, die mit freiem Auge kaum zu sehen ist, nach einer gewissen Zeit ebenfalls erkennen. Somit konnte das Fernsehteam unter einer bestimmten Belichtung und Kameraposition die Inschrift filmen.
Der Schriftzug „XRISTO“ ergibt sich aus der Maserung des Achats selbst (als leicht dunklere Linienführung erkennbar) und stellt damit ein Naturspiel dar.